# جمهوری صربسکا
جمهوری صرب (به صربی: Република Српска) در کنار فدراسیون بوسنی و هرزگوین یکی از دو نهاد سیاسی موجود در بوسنی و هرزگوین می‌باشد. این نهاد بر اساس قانون اساسی جمهوری صرب مستقل و متحد بوده و نهاد قانون‌گذاری و اجرائی مستقل دارد. مجلس ملی جمهوری صرب و دولت آن در بانیا لوکا قراردارند و سارایووی خاوری پایتخت رسمی این جمهوری است.